# 淝河镇 (蚌埠市)
淝河鎮，是中华人民共和国安徽省蚌埠市怀远县下辖的一个乡镇级行政单位。

## 行政区划
淝河鎮下辖以下地区：
新集村、马路村、中黄村、中淝村、红星村、钱河村、三关村、邵楼村、仁和村、庙东村、太平村、陈庄村、南海村、岭集村、河嘴村、刘桥村、看疃村、泗湖村、季圩村、滕湖村和胡圩村。

## 歷史沿革
民国33年(1944)，中共领导的宿怀县民主政府在地域设立淝河区。1952年，淝河区辖15个乡。后经人民公社体制变革，至1984年淝河公社改设为淝河乡，仍属淝河区。1992年撤销淝河区，原属淝河区的马路、仁和乡并入淝河乡，直属县政府。2004年，看疃乡并入淝河乡。2021年经安徽省民政厅同意撤销淝河乡，设立淝河镇。